# Fonction omega de Wright

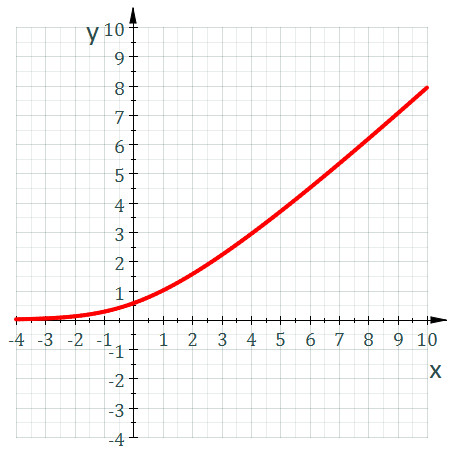
La fonction omega de Wright le long de l'axe réel.

En mathématiques, la fonction omega de Wright ou fonction de Wright dénotée ω, est définie à partir de la fonction W de Lambert par :
{\displaystyle \omega (z)=W_{\left\lceil {\frac {\mathrm {Im} (z)-\pi }{2\pi }}\right\rceil }(\mathrm {e} ^{z}).}

## Utilisation
Une des principales applications de cette fonction est dans la résolution de l'équation z = ln(z), comme l'unique solution est donnée par z = e−i π ω.
La valeur y = ω(z) est l'unique solution, quand {\displaystyle z\neq x\pm i\pi } pour x ≤ −1, de l'équation y + ln(y) = z. A l'exception de ces deux rayons, la fonction omega de Wright est continue, et même analytique.

## Propriétés
La fonction omega de Wright satisfait la relation Wk(z) = ω(ln(z) + 2 π i k).
Elle vérifie aussi l'équation différentielle
{\displaystyle {\frac {d\omega }{dz}}={\frac {\omega }{1+\omega }}}
partout où ω est analytique (ce qui peut se voir avec une séparation de variables et en utilisant l'équation ω + ln(ω) = z), et par conséquent sa primitive peut s'écrire :
{\displaystyle \int w^{n}\,\mathrm {d} z={\begin{cases}{\frac {\omega ^{n+1}-1}{n+1}}+{\frac {\omega ^{n}}{n}}&{\mbox{ si }}n\neq -1,\\\ln(\omega )-{\frac {1}{\omega }}&{\mbox{ si }}n=-1.\end{cases}}}
Sa série de Taylor autour du point ωa + ln(ωa) = a prend la forme :
{\displaystyle \omega (z)=\sum _{n=0}^{+\infty }{\frac {q_{n}(\omega _{a})}{(1+\omega _{a})^{2n-1}}}{\frac {(z-a)^{n}}{n!}}}
avec
{\displaystyle q_{n}(w)=\sum _{k=0}^{n-1}\left\langle \!\!\left\langle {\begin{matrix}n+1\\k\end{matrix}}\right\rangle \!\!\right\rangle (-1)^{k}w^{k+1}}
avec 
{\displaystyle {\bigg \langle }\!\!{\bigg \langle }{\begin{matrix}n\\k\end{matrix}}{\bigg \rangle }\!\!{\bigg \rangle }}
désignant les nombres eulériens seconde espèce.

## Valeurs spéciales
{\displaystyle {\begin{array}{lll}\omega (0)&=W_{0}(1)&\approx 0,56714\\\omega (1)&=1&\\\omega (-1\pm \mathrm {i} \pi )&=-1&\\\omega (-{\frac {1}{3}}+\ln \left({\frac {1}{3}}\right)+\mathrm {i} \pi )&=-{\frac {1}{3}}&\\\omega (-{\frac {1}{3}}+\ln \left({\frac {1}{3}}\right)-\mathrm {i} \pi )&=W_{-1}\left(-{\frac {1}{3}}\mathrm {e} ^{-{\frac {1}{3}}}\right)&\approx -2,237147028\\\end{array}}}

## Tracés

Tracés de la fonction omega de Wright sur le plan complexe
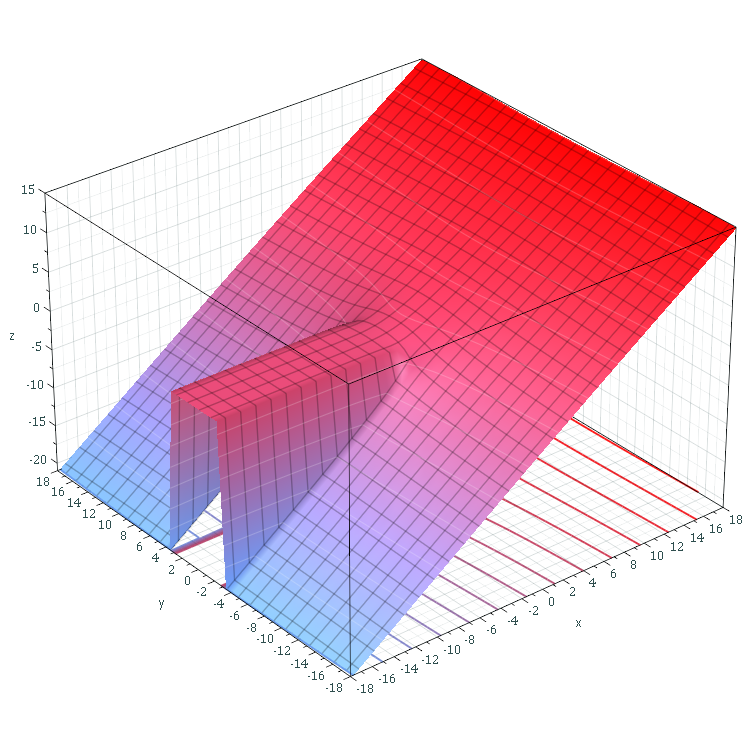
z = Re(ω(x + i y))
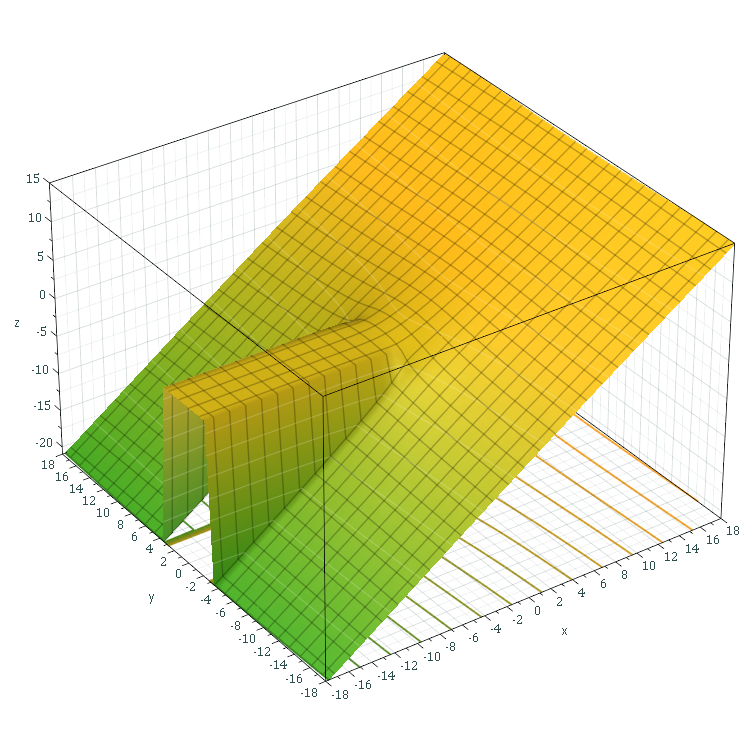
z = Im(ω(x + i y))
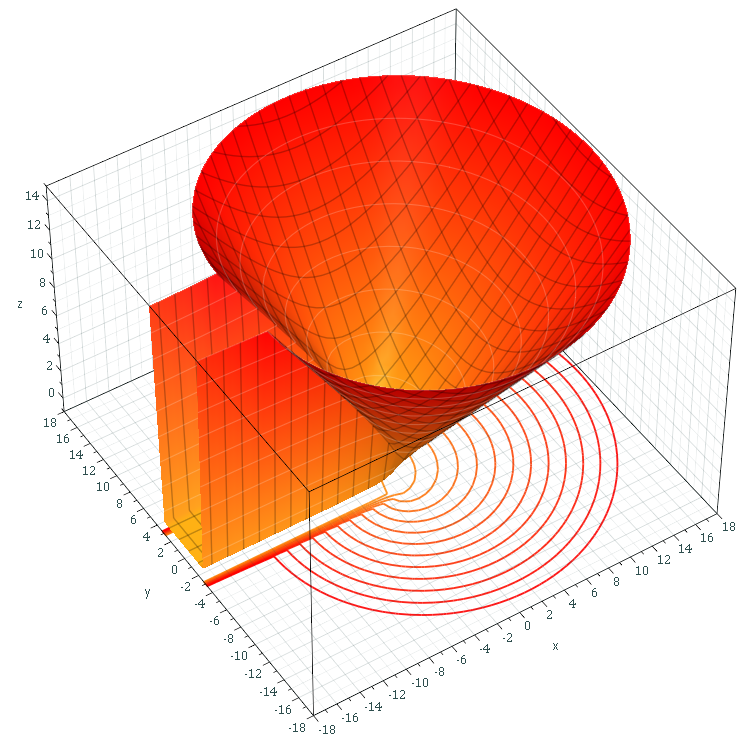
ω(x + i y)